# 288 a.C.
Il 288 a.C. (CCLXXXVIII a.C. in numeri romani) è un anno  del III secolo a.C.

## Eventi
- Viene piantato il Fico Sacro Sri Maha Bodhi ad Anurādhapura nello Sri Lanka; è la più antica pianta della quale sia nota la data di nascita che ancora sopravvive.
- Il re Demetrio I di Macedonia fugge dalla Macedonia in seguito ad un attacco portatogli da Pirro dell'Epiro.
- Lisimaco e Pirro si spartiscono la Macedonia.
- Aristarco sostiene che il Sole è il centro dell'universo (v. teoria eliocentrica)
- Muore il tiranno siracusano Agatocle
- Menone, tra i traditori di Agatocle e assassino del nipote Arcagato, e i cartaginesi muovono guerra contro Siracusa e la costringono ad una pace svantaggiosa. Dopo poco Iceta diventa tiranno dopo la rivoluzione del popolo contro i mercenari campani di Agatocle.

## Morti
- Fila, regina macedone antica